# Мужская сборная Польши по водному поло
Мужская сборная Польши по водному поло — национальная ватерпольная команда, представляющая Польшу на международной арене. Управляющей организацией является Федерация плавания Польши (пол. Polski Związek Pływacki, PZP, англ. Polish Swimming Federation).

## Результаты выступлений

### Чемпионаты Европы
| Год        | Место          | И              | В              | Н              | П              | ГЗ             | ГП             | +/-            |
| ---------- | -------------- | -------------- | -------------- | -------------- | -------------- | -------------- | -------------- | -------------- |
| 1926—1954  | не участвовали | не участвовали | не участвовали | не участвовали | не участвовали | не участвовали | не участвовали | не участвовали |
| 1958       | 9              | 6              | 4              | 0              | 2              | 22             | 18             | +4             |
| 1962       | 11             | 4              | 0              | 0              | 4              | 9              | 27             | -18            |
| 1966—1987  | не участвовали | не участвовали | не участвовали | не участвовали | не участвовали | не участвовали | не участвовали | не участвовали |
| 1989       | 13             | 6              | 3              | 1              | 2              | 51             | 47             | +4             |
| 1991       | 12             | 7              | 1              | 1              | 5              | 70             | 89             | -19            |
| 1993—н. в. | не участвовали | не участвовали | не участвовали | не участвовали | не участвовали | не участвовали | не участвовали | не участвовали |